# Dimero

Saccarosio, comunemente zucchero, è un dimero di glucosio e fruttosio

Un dimero è una molecola formata dall'unione di due subunità (dette monomeri) che possono essere di identica natura chimica (omodimero) oppure di natura chimica differente (eterodimero). 
Per dar vita a un dimero, i monomeri devono essere uniti con un legame chimico forte (di solito covalente). I monomeri possono legarsi con differenti tipi di reazione: le reazioni più comuni sono la policondensazione (unione dei due monomeri con espulsione di una molecola semplice, come l'acqua [disidratazione], alcoli, ecc.) o la poliaddizione (reazione che avviene senza produzione di sottoprodotti). I dimeri sono largamente usati nella costruzione di laser a eccimeri ma possono essere impiegati in moltissimi campi, tra cui la produzione di poliesteri, poliuretani o sostanze plastiche in genere. In biologia, il termine dimero si riferisce solitamente a proteine o a carboidrati. Esempi di dimeri sono il maltosio (due molecole di glucosio), il lattosio (glucosio e galattosio), il saccarosio (il comune zucchero da cucina, costituito da glucosio e fruttosio) e il biossido di dicarbone (due molecole di monossido di carbonio).